# 经验温标
经验温标是利用某种物质的物理特性和温度之间的变化关系来确定的温标。例如“华氏温标”便是经验温标之一，规定在一大气压下水的冰点为32度，沸点为212度，两个标准点之间分为180等分，每等分代表1度。